# Dryopteris abortiva
Dryopteris abortiva là một loài thực vật có mạch trong họ Dryopteridaceae. Loài này được (Blume) Kuntze miêu tả khoa học đầu tiên năm 1891.